# Victor-Armand Poirson
Pour les articles homonymes, voir Poirson.
Victor-Armand Poirson est un illustrateur et dessinateur français, né le 19 mai 1858 à Paris où il est mort le 13 février 1893.

## Biographie
Il illustra notamment Salammbô de Gustave Flaubert en 1887, L'Âne de Lucius (traduction de Paul-Louis Courier) en 1887, La Guerre de Carlo du Monge en 1886, Le Conte de l'archer d'Armand Silvestre en 1883 (aquarelles gravées par Gillot). Il travailla pour les journaux illustrés La Vie moderne, Le Chat noir ou Le Journal de la jeunesse.
Il meurt le 13 février 1893 dans son domicile du 6e arr. de Paris.

## Œuvres

### Livres illustrés
- Armand Silvestre, Le Conte de l'archer, Paris, Lahure, 1883
- Jonathan Swift, Les Voyages de Gulliver, Quantin, 1884
- Oliver Goldsmith, Le Vicaire de Wakefield, 1885
- Gustave Flaubert, Salammbô, Paris, Quantin, 1887
- Catulle, Thétis et Pélée, Paris, Quantin, 1889

## Sources
- Archives nationales (cote F21/4184) : lettre du 24 avril 1920 à Louis Meley, Archives Meley.
- Marcus Osterwalder (dir.), Dictionnaire des illustrateurs (1800-1914), éditions Ides et Calendes, 1989, p. 842 : « V. Armand Poirson, productif entre 1883 et 1890 », suivi de la liste des ouvrages illustrés et des journaux auxquels il a collaboré.